# 宮坂正大
| 7097 八束 [1]               | October 8, 1993  |
| 7837 睦美 [1]               | October 11, 1993 |
| 8099 奥土居好美 [1]         | October 8, 1993  |
| 58622 瀬戸口 [1]            | November 2, 1997 |
| 1. 1 安部裕史との共同発見。 |                  |

宮坂 正大（みやさか せいだい、1955年〈昭和30年〉 - ）は日本の天文学者。安部裕史とともに4つの小惑星を発見している。3555 宮坂は彼の名にちなんで名づけられた。彼の名前は「しょうた」や「せいた」とも読めるが、「せいだい」はNASA Astrophysics Data Systemに使われている読み方である。
小惑星の光度曲線観測なども行っており、結果は学会発表もされている。